# Sällan Värre (1774)
Sällan Värre var en turuma, en typ av skärgårdsfregatt, konstruerad av Fredrik Henrik af Chapman och färdigställa 1774.

## Tjänstgöringshistoria
Hon byggdes år 1774 på Sveaborg och deltog i Gustav III:s ryska krig 1788–1790. Hon erövrades av ryssarna i första slaget vid Svensksund den 24 augusti 1789, återtogs i slaget vid Fredrikshamn den 15 maj påföljande år. Under Finska kriget (1808–1809) var hon förlagd i skärgårdsflottans finska eskader, men föll i ryska händer när Sveaborg kapitulerade i maj 1808.
Enligt Berg (2012) byggdes Sällan Värre som Tor 1764 och döptes sedan om. Harris och Nikula listar däremot Tor och Sällan Värre som två individuella fartyg byggda 1764 respektive 1774.